# Biserica „Sfântul Nicolae” din Buțeni
Biserica „Sf. Nicolae” este o biserică amplasată în Buțeni, raionul Hîncești, Republica Moldova. Este un monument arhitectural de importanță națională inclus în Registrul monumentelor Republicii Moldova ocrotite de stat cu nr. 560 (raionul Hîncești). Datează din 1880.